# 空中衝突防止装置

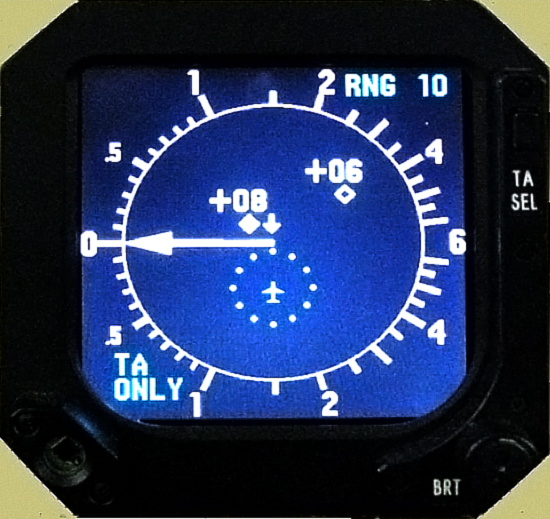
外周に機械式昇降計を模し中央にTCAS表示を加えたTCASディスプレイ装置

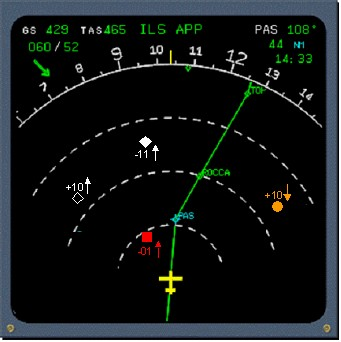
水平姿勢指示計と一体化したTCASディスプレイ装置

空中衝突防止装置（くうちゅうしょうとつぼうしそうち、Traffic alert and Collision Avoidance System : TCAS - ティーキャス）とは、航空機同士が空中衝突 (MAC) する危険を抑える目的で開発されたコンピュータ制御のアビオニクス装置である。地上の航空管制システムには依存せずに航空機の周囲を監視し、空中衝突の恐れがある他の航空機の存在を操縦士に警告する。国際民間航空機関 (ICAO) が搭載を義務付けている航空機衝突防止装置 (ACAS) の実装の一つであり、日本では、最大離陸重量5,700kgまたは客席数19を超える（つまり5,701kg または客席数20以上の）航空機に対して適用される。
現代のグラスコックピット機では、航法ディスプレイに統合されている。古いグラスコックピット機では垂直速度計や電子式水平位置指示装置（水平姿勢指示計）と一体化したTCASディスプレイが搭載されている。また機械式計器の航空機への追加用としてTCASディスプレイが販売されている。

## 衝突防止装置への弾み
少なくとも1950年代以来、衝突防止装置についての研究が進められてきたが、連邦航空局 (FAA) などの当局が動き出したのは、次のような多数の人命が失われた悲劇的な空中衝突が起きてからである。
- 1956年 グランドキャニオン空中衝突事故。
- 1976年 ザグレブ空中衝突事故。
- 1978年 パシフィック・サウスウエスト航空182便墜落事故。ボーイング727とセスナ 172が衝突。
- 1986年 アエロメヒコ航空498便空中衝突事故（パシフィック・サウスウエスト航空182便と同様の事故）。最終的に、この事故により米連邦議会や関連の監督機関が動き、衝突防止装置が義務付けられることとなった。

## TCAS の基本
TCAS では、適合するトランスポンダを装備したすべての航空機間で通信が行なわれることが必要である。TCAS を搭載した各航空機は、定められた範囲内にいる他のすべての航空機に1,030MHzの周波数で「問い合わせ」を行ない、他のすべての航空機は他機からの問い合わせに1,090MHzで応答する。この問い合わせと応答の繰り返しは、毎秒数回行なわれる。
こうした継続的な往復通信を通して、TCAS システムは空域に存在する航空機の相対位置や高度や速度を組み込んだ三次元の地図を作り上げる。その後、現在位置データから将来の位置を推定して、潜在的な衝突の恐れがあるかどうかを判断する。
TCAS とその亜種が対話できるのは、正常に動作しているトランスポンダを積んだ航空機だけであることに注意しなければならない。

## 自動従属監視 (ADS) との関係
適合するトランスポンダを搭載した航空機からは、識別子、現在位置、高度、対気速度のような情報を含んだ放送型自動従属監視(Automatic Dependent Surveillance-Broadcast: ADS-B) 信号が送信される。この信号は、TCAS の応答と同じ1,090MHzの周波数で送信される。
ADS-B メッセージを処理できる TCAS 装置は、通常の TCAS メッセージと共に ADS-B メッセージを使って、予測能力と状況表示の強化が可能となる。この方法は「ハイブリッド監視」と呼ばれている。
能動的な TCAS で監視できる40海里の範囲に比べると ADS-B では約100海里以上の遠距離から受動的に受信できるという事実からだけでなく、ADS-B メッセージには追加情報（対気速度など）が含まれていることで予測能力が向上する。ADS-B メッセージの中にある識別情報は、コックピット・ディスプレイ上で他の航空機にラベルを付けるために使ったり、状況認識を改善することができる。
ハイブリッド監視を使った場合でも、TCAS の基本である衝突防止機能に変わりは無い。
ADS-B信号はFlightradar24により誰でも参照することができる。

## TCAS のバージョン

### TCAS I
TCAS I は、第一世代の衝突防止技術である。安価ではあるが現代の TCAS II システムほどの能力はなく、主にはゼネラル・アビエーション（一般航空）用である。TCAS I システムは、航空機の周囲（約4海里まで）の交通状況を監視し、他の航空機のおおまかな相対位置と高度に関する情報を提供する。さらに「接近情報」 (Traffic Advisory : TA) として衝突警報を出す。他の航空機が近くにいる場合、TA は "traffic, traffic" （他機あり）の音声で操縦士に警告するが、回避方法までは指示しない。どうするかを決めるのは操縦士に委ねられており、通常は管制機関 (ATC) の支援を受ける。危険が無くなれば "clear of conflict" （衝突は回避された）の音声で示される。

### TCAS II

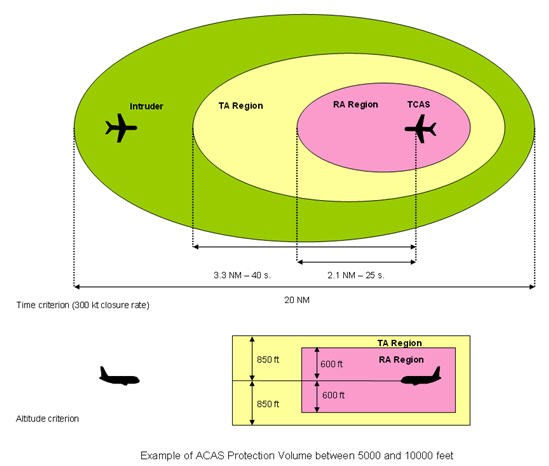
TCAS IIの監視範囲

TCAS II は第二世代かつ現代の TCAS であり、大多数の民間航空機で使われている（下記の表を参照）。監視範囲は半径約40海里である。TCAS I の機能をすべて含み、さらに危険を避けるための「回避指示」（Resolution Advisory : RA）を、音声とディスプレイで操縦士に指示する。鉛直方向に飛行経路の変更を伴う場合はCorrective（是正）RA とよばれ、"descend, descend"（降下せよ）あるいは "climb, climb"（上昇せよ）といった音声で、操縦士に高度を変えるよう指示する。鉛直方向に飛行経路の変更を伴わない場合はPreventive（予防的）RA とよばれ、現在の飛行経路から逸脱しないように "monitor vertical speed"（垂直速度を監視せよ）というような音声で警告が発せられる。操縦士に指示を出す前に、TCAS II システム同士で回避指示の調整が行なわれる。その結果、ある航空機に降下が指示されれば別の機には上昇が指示され、2機の距離間隔は大きくなる。
回避指示の調整は機体に搭載されている TCAS に割り当てられている固有番号の大小によって行われる。例えば大きい方が上昇、小さい方が降下というように。
2006年の時点では、ICAO の ACAS II に適合した実装は TCAS II のバージョン 7.0 のみで、ロックウェル・コリンズ社とハネウェル社の二社から提供されている。
2008年にはTCAS II version 7.1の技術基準が承認され、逐次 version 7.0 からの改修が開始されている。EASAでは2012年3月1日以降の新造機への装着、ならびに2015年12月1日までに既存の機体の改修を義務付けた。

### TCAS III
TCAS III は「次世代」の衝突防止技術で、ハネウェル社のような航空関連企業で現在活発に開発が進められている。TCAS III は TCAS II システムの技術的性能を向上させ、接近情報の提供と、垂直方向だけでなく「水平方向」も使って操縦士に衝突回避を指示する能力がある。たとえば、正面から接近する状況で、ある航空機に "turn right, climb"（右旋回して上昇せよ）と指示が出れば、別の機には "turn right, descend"（右旋回して降下せよ）と指示が出ることになる。そうすることで、水平方向と垂直方向の両方で航空機同士の間隔をより大きくすることができる。

## 音声一覧
太字は2回警告されるもの。
Traffic…接近機
Adjust vertical speed…降下率を調整せよ。(エアバス機の場合は、「垂直速度を調整せよ」)
Monitor vertical speed…降下率を注視せよ
Maintain vertical speed,crossing maintain…降下率を維持、交差する
Climb…上昇せよ
Descend…降下せよ
Climb crossing Climb…上昇せよ、交差する
Descend crossing Descend…降下せよ、交差する
Climb climb now…直ちに上昇せよ
Descend descend now…直ちに降下せよ
Increase climb…上昇率増加せよ
Increase descend…降下率増加せよ
Clear of conflict…衝突は回避された

## 現在の実施

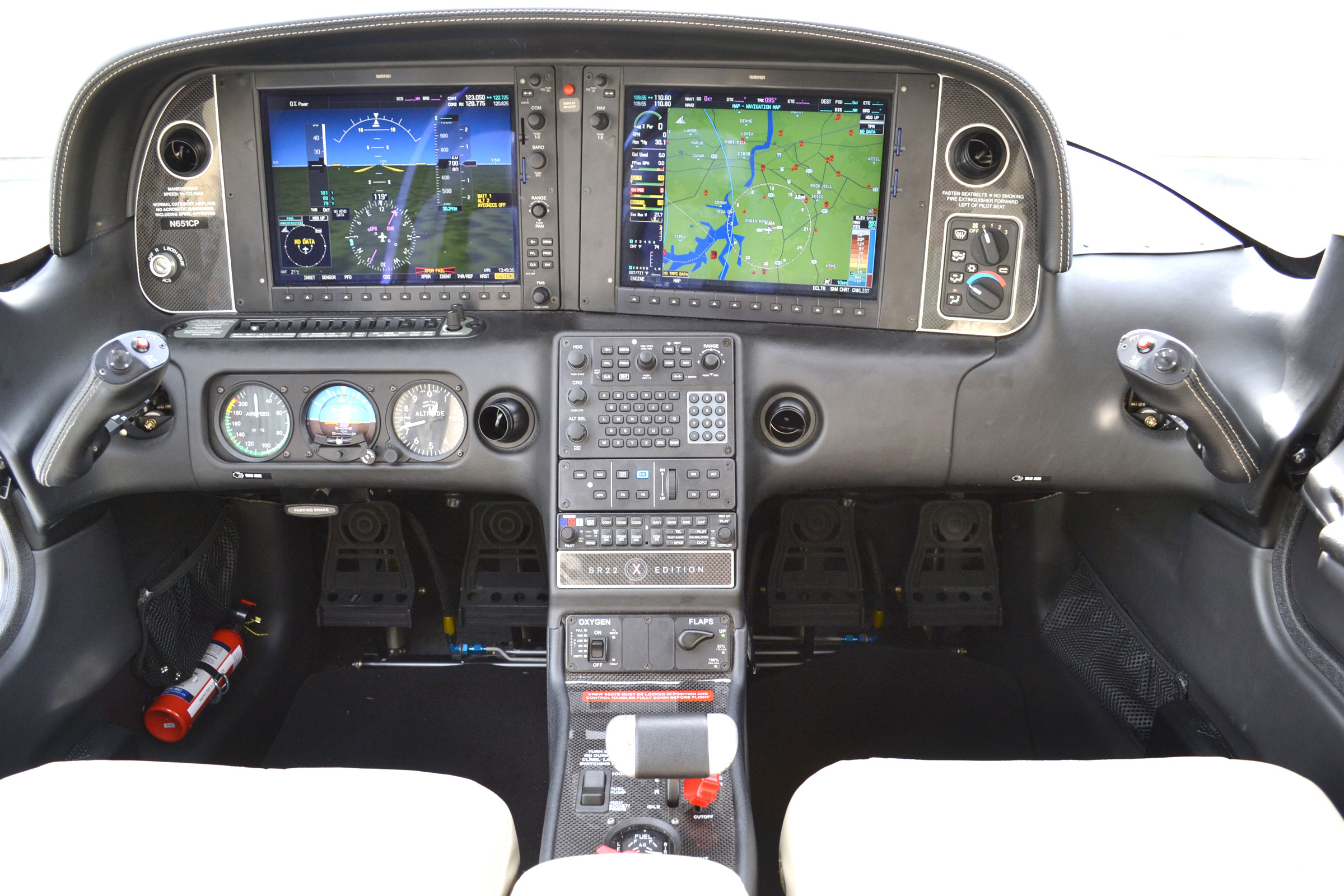
シーラス SR22TNのコックピット。左側の画面中央に水平姿勢指示計と一体化したTCAS表示がある

まれに誤警告はあるものの、操縦士は「すべてのTCASメッセージを本物の警報として、優先的に即刻対応せよ」と厳格に命じられている。
TCASよりも更に優先されるのは、対地接近警報装置（GPWS）の警報・失速警報およびウインドシア警報のみである。
FAAやその他ほとんどの国の機関では、TCAS RAと航空交通管制(ATC) の指示が食い違う場合には、常にTCAS RAが優先する、と規則に定められている。これは仮にある航空機がTCAS RAに従い、別の機がそれに反してATCの指示に従うと、2001年1月31日に静岡県（駿河湾）上空で発生した日本航空機駿河湾上空ニアミス事故や、2002年7月1日にドイツで発生したユーバーリンゲン空中衝突事故のような空中衝突を起こしてしまう可能性があるからである。
ユーバーリンゲンでの事故では、双方の航空機にTCAS IIが搭載され正常に動作していたが、1機はTCASの指示に従い、もう1機はATCの指示に従ってTCASを無視したため、どちらも降下して致命的な衝突が起き、墜落に至っている。
小型機に搭載義務はないが、超軽量ジェット機や単発レシプロ機の高級モデルを中心にグラスコックピットが普及しており、標準装備となった機種も増えている。

### 世界での規定状況
| 管轄区域（機関）         | 航空機の区分                                                                                    | TCAS モード            | 発効日        |
| ------------------------ | ----------------------------------------------------------------------------------------------- | ---------------------- | ------------- |
| 日本（国土交通省航空局） | 客席数が19 または最大離陸重量が5,700kgを超え、かつ、タービン発動機を装備した飛行機              | TCAS II                | 2005年1月1日  |
| アメリカ合衆国 (FAA)     | 客席数30 または最大離陸重量が33,000ポンド（約15,000kg）を超えるタービンエンジン搭載の民間航空機 | TCAS II                | 2005年1月1日  |
| ヨーロッパ (EASA)        | 客席数19 または最大離陸重量が5,700kgを超えるタービンエンジン搭載の民間輸送機                    | TCAS Ⅱ バージョン7.1   | 2015年7月22日 |
| オーストラリア (CASA)    | タービンエンジン搭載の商業輸送をおこなう航空機（ターボプロップを含む）                          | TCAS II                | 2007年3月30日 |
| 香港 (CAD)               | 客席数9 または最大離陸重量が5,700kgを超える香港登録の固定翼機                                   | TCAS II バージョン 7.0 | 2000年1月1日  |
| ブラジル (ANAC)          | 座席数19席を超える輸送機すべて                                                                  | TCAS II バージョン 7.0 | 2010年1月1日  |